# Lee Croft
Lee Robert Croft (Higher End, 21 giugno 1985) è un ex calciatore inglese, di ruolo centrocampista.

## Carriera

### Club
Ha giocato con Oldham Athletic, Manchester City e Norwich City, e dal 2009 milita nel Derby County, con il quale ha debuttato l'8 agosto 2009, contro il Peterborough United.

### Nazionale
Ha partecipato ai Mondiali Under-20 del 2003.

## Palmarès

### Club

#### Competizioni nazionali
- Coppa di Scozia: 1

St. Johnstone: 2013-2014